# Flaxweiler
Flaxweiler (lb. Fluessweiler) − miejscowość i gmina (gemeng / commune / Gemeinde) we wschodnim Luksemburgu, w kantonie Grevenmacher. Do 3 października 2015 gmina leżała w dystrykcie Grevenmacher. Siedziba administracyjna gminy znajduje się w miejscowości Flaxweiler. Liczy 2193 mieszkańców (1 stycznia 2023).  

## Podział administracyjny
Do gminy należy pięć miejscowości, w tym pięć (Uertschaft) oraz żaden lieu-dit:
1. Beyren
2. Flaxweiler (Fluessweiler)
3. Gostingen (Gouschteng)
4. Niederdonven (Nidderdonwen)
5. Oberdonven (Uewerdonwen)